# جماعة تيزيه
توجد جماعة تيزيه في فرنسا، جنوب منطقة البورجوني. في هذا المكان قام روجيه شوتز عام 1940 بإنشاء جماعة مسكونية عالمية حيث يلتزم الأخوة (الرهبان) في الجماعة طوال حياتهم بأن يشاركوا بعضهم البعض في الماديات والروحيات، بأن يحيوا حياة التبتل وأن تكون حياتهم في منتهى البساطة. تضم الجماعة في الوقت الحالي أكثر من مائة راهب من الكنيسة الكاثوليكية ومن عدة كنائس بروتستانتية وأرثوذكسية، ينتمون إلى أكثر من خمسة وعشرين جنسية.

## روابط خارجية
- جماعة تيزيه على موقع الموسوعة البريطانية (الإنجليزية)
- جماعة تيزيه على موقع ميوزك برينز (الإنجليزية)
- جماعة تيزيه على موقع ديسكوغز (الإنجليزية)